# ریسک سیاسی
ریسک سیاسی، (به انگلیسی: Political Risk) گونه‌ای از ریسک است، که سرمایه‌گذاران، ابرشرکت‌ها و حکومت‌ها با آن مواجه می‌شوند. ریسک سیاسی عبارت است، از کاهش ارزش سرمایه، که به دلیل تغییرات در سیاست‌ها و نظام‌های سیاست‌گذاری یک کشور رخ می‌دهد. این ریسک به انتظارات سرمایه‌گذار، نسبت به آینده سیاسی کشور بستگی دارد. بنابراین تغییراتی که در قیمت رخ می‌دهد، از کنترل شرکت منتشرکننده سهام، خارج است. یک جنگ ناگهانی یا پایان یافتن آن، انتخاب رئیس‌جمهور جدید یا درگذشت ناگهانی او، رونق سفته‌بازی، خروج ناگهانی مقدار هنگفتی طلا از بازار و امثال این‌ها، از جمله رخدادهایی هستند، که پیامدهای روانی بسیار زیادی بر بازار سهام دارند.
در کل این ریسک، تغییرات عمده‌ای در محیط اقتصادی – سیاسی یک کشور ایجاد می‌کند. ایالات متحده آمریکا در بین کشورها کم ریسک‌ترین کشور شناخته می‌شود. به دلیل این‌که نظام سیاسی و اقتصادی آن، دارای ثبات بیش‌تری بوده‌است. کشورهایی مثل روسیه به دلیل تغییر در سلسله مراتب حکومتی و تغییر شدید در نرخ ارز، در زمره کشورهای پر ریسک تلقی می‌شود. بهترین راه برای محفوظ ماندن از ریسک سیاسی، آن است که سرمایه‌گذاری‌ها بلندمدت باشد و در کشورهای مختلفی سرمایه‌گذاری شود.